# 海石四
海石四(HD 84810)，也稱為船底座l (l Car)，是位於南天船底座的一顆恆星。它的平均視星等是 +3.4,，使它成為船底座較亮，並且以肉眼很容易見到。依據視差測量，它距離地球大約1600光年。 
船底座l的光譜類型是G5 Iab/Ib，從它的光譜特徵，表明了這顆恆星在演化階段顯示已經膨脹成為一顆超巨星，半徑是太陽的169倍。如果它的質量8倍於太陽–13，在主序星經歷了大約1,500-1,700萬年，通過燃燒核心供應的核燃料，大約在3,300萬年就會快速的成為超巨星。
船底座l在分類上是一顆造父變星，它的變光幅度是0.725等，週期為35.560天。在每一個脈動週期中徑向速度的改變一致都是39公里/秒。使用干涉儀可以分辨出它有一個緊密的拱星環殼層。使用波長10微米的紅外線可以解析這個殼層，顯示在半徑10-100AU處的平均溫度是100K。這個殼層中的物質是由中心恆星噴發的物質供應。